# Красная Звезда (Кавказский район)
Красная Звезда — хутор в Кавказском районе Краснодарского края. Входит в состав Привольного сельского поселения.

## География
Расположен на реке Челбас, в 21 км (по шоссе) на север от райцентра Кропоткин, высота центра селения над уровнем моря 65 м.
На 2022 год на хуторе числится 1 улица — Полевая.

## Население
| 2002 | 2010 |
| ---- | ---- |
| 92   | →92  |

## Инфраструктура
Личное подсобное хозяйство с зоной сельскохозяйственного использования, индивидуальная застройка усадебного типа.
Основа экономики — сельское хозяйство.

## Транспорт
Остановка общественного транспорта «Красная Звезда».
Автобусный маршрут «Кропоткин — Полтавский»